# Oscar Johansson (företagare)
Johan Oscar Johansson, född 15 maj 1881, död 8 december 1961 i Engelbrekts församling i Stockholm, var en svensk företagare.
Oscar Johansson son till köpmannen Johan August Johansson. Efter avslutad skolgång och utbildning vid handelsskola i Karlstad 1896–1897 bedrev han affärsstudier i Hamburg. Han övertog faderns firma i Grängesberg 1903, etablerade import och exportaffär i Ludvika 1910, huvudsakligen i lantmannaprodukter, och flyttade denna rörelse till Stockholm 1913. Från 1918 omfattade rörelsen färska frukter och bär. Firman ombildades 1944 till AB under namnet Oscar Johansson Import- och Export AB, med Johansson som VD. Under första världskriget var Johansson chef för Folkhushållningskommissionens potatisavdelning 1917 och ledamot av denna liksom av dess fruktavdelning 1917–1919. Han var styrelseledamot i Fruktengrossistföreningen i Stockholm 1931–1938 och i Svenska importföreningen för färsk frukt u. p. a. 1940–1943 samt var VD i AB Jamaica-Bananer från 1933. Johansson besökte för statens räkning 1917–1919 de flesta europeiska länder, Syd- och Centralafrika samt USA i affärer. Han publicerade affärsuppsatser och reseskildringar i dagspressen. Oscar Johansson är begravd på Norra begravningsplatsen utanför Stockholm.